# Zuid-Limburgs steenkoolbekken

Alle mijnen in Nederlands Limburg; de concessies van de Staatsmijnen zijn weergegeven in roze; die van de particuliere mijnen in bruin. Geel is reservegebied Staatsmijnen

Het Zuid-Limburgs steenkoolbekken omvat de steenkoolvoorkomens en bijbehorende mijnbouwindustrie in het zuidelijk deel van Nederlands-Limburg. Het gebied sluit in het oosten aan bij het Akens steenkoolbekken en in het westen bij het Kempens steenkolenbekken. In het zuiden vindt men het Luiks steenkoolbekken.
Het Zuid-Limburgs steenkoolbekken wordt verdeeld in de Oostelijke Mijnstreek en de Westelijke Mijnstreek.

## Geologie
Het Zuid-Limburgs steenkoolbekken wordt gekenmerkt door een afnemende invloed van de Hercynische orogenese van zuidoost naar noordwest. In het zuidoosten is er hoge inkoling en zijn de steenkoollagen sterk geplooid, wat exploitatie moeilijk maakte. In het noordwesten, in het mijnveld van de Staatsmijn Maurits is de inkoling laag, zodat vetkool gewonnen kon worden voor de productie van hoogovencokes, en zijn de lagen weinig geplooid zodat grootschalige machinale winning kon plaatsvinden. De Staatsmijn Maurits gold als een van de meest geavanceerde mijnen van Europa. In de oostelijke mijnstreek bevinden zich ook grote breuken (de breuk van Heerlerheide en de Feldbiss) die de grens vormen van de Roerdalslenk. De westelijke en oostelijke mijnstreek worden geologisch gescheiden door de anticlinaal van Visé-Puth waar het steenkoolpakket relatief dun is. Deze structuur zet zich voort tot in het Luikse steenkoolbekken. Het Zuid-Limburgs steenkoolbekken grenst in het westen in België aan het Kempens Steenkoolbekken en in het oosten in Duitsland aan het Akens steenkoolbekken.

## Geschiedenis
Reeds in de middeleeuwen werd in deze regio op kleine schaal steenkool gedolven door de voorloper(s) van de Domaniale mijn, waaronder de Abdij Rolduc en, vanaf 1645, de uit Aken afkomstige familie Prick. Deze steenkool bevond zich betrekkelijk dicht onder de oppervlakte en werd via kuilen of ondiepe gangen aan de dag gebracht. Veel van deze steenkool werd gedolven voor lokaal gebruik. Vanaf omstreeks 1850 werd steenkool van steeds groter belang, onder meer voor de aandrijving van stoommachines in fabrieken, treinen en schepen. Vooral Duitse, Belgische en Franse investeerders waren geïnteresseerd in de mijnbouw en financierden de aanleg van particuliere mijnen in de oostelijke mijnstreek. Mede vanwege eventuele politieke gevolgen daarvan -en vanwege het toenemende belang van steenkool voor de economie- besloot de Nederlandse overheid zich eveneens met de mijnbouw bezig te houden en zo werden in 1902 de Staatsmijnen in Limburg opgericht.
Steeds werden nieuwe mijnen en schachten aangelegd, terwijl de productie steeds werd opgevoerd. De opening van het Julianakanaal, de aanleg van de Haven van Born en de Haven van Stein, en het spoorwegemplacement te Susteren, dat in 1917 werd aangelegd. Ook ná de Tweede Wereldoorlog werd nog volop geïnvesteerd, en in 1960 werd een recordproductie behaald. Na dit jaar kwam, evenals in Frankrijk, België en Duitsland, snel een ommekeer. De productie van steenkolen in steenkoolmijnen bleek duur in vergelijking met de in dagbouw ontgonnen steenkolen in onder meer de Verenigde Staten. Goedkopere transportmogelijkheden, het afnemende belang van steenkool en het toenemende belang van aardolie en aardgas. Voor Nederland speelde nog mee de ontdekking van het Aardgasveld van Slochteren (1959) en de daaropvolgende exploitatie ervan. Snel hierop volgde het voornemen om de mijnen te sluiten (1965), hetgeen zowel voor de particuliere als de staatsmijnen gold. In 1974 gingen de laatste mijnen dicht. De Staatsmijn Beatrix werd zelfs nimmer in productie genomen. Enkele nieuwe bedrijven werden opgericht om vervangende werkgelegenheid te creëren, waarvan Nedcar te Born (in 1967 als DAF-fabriek opgericht) het belangrijkste is.

## Chemiebedrijven

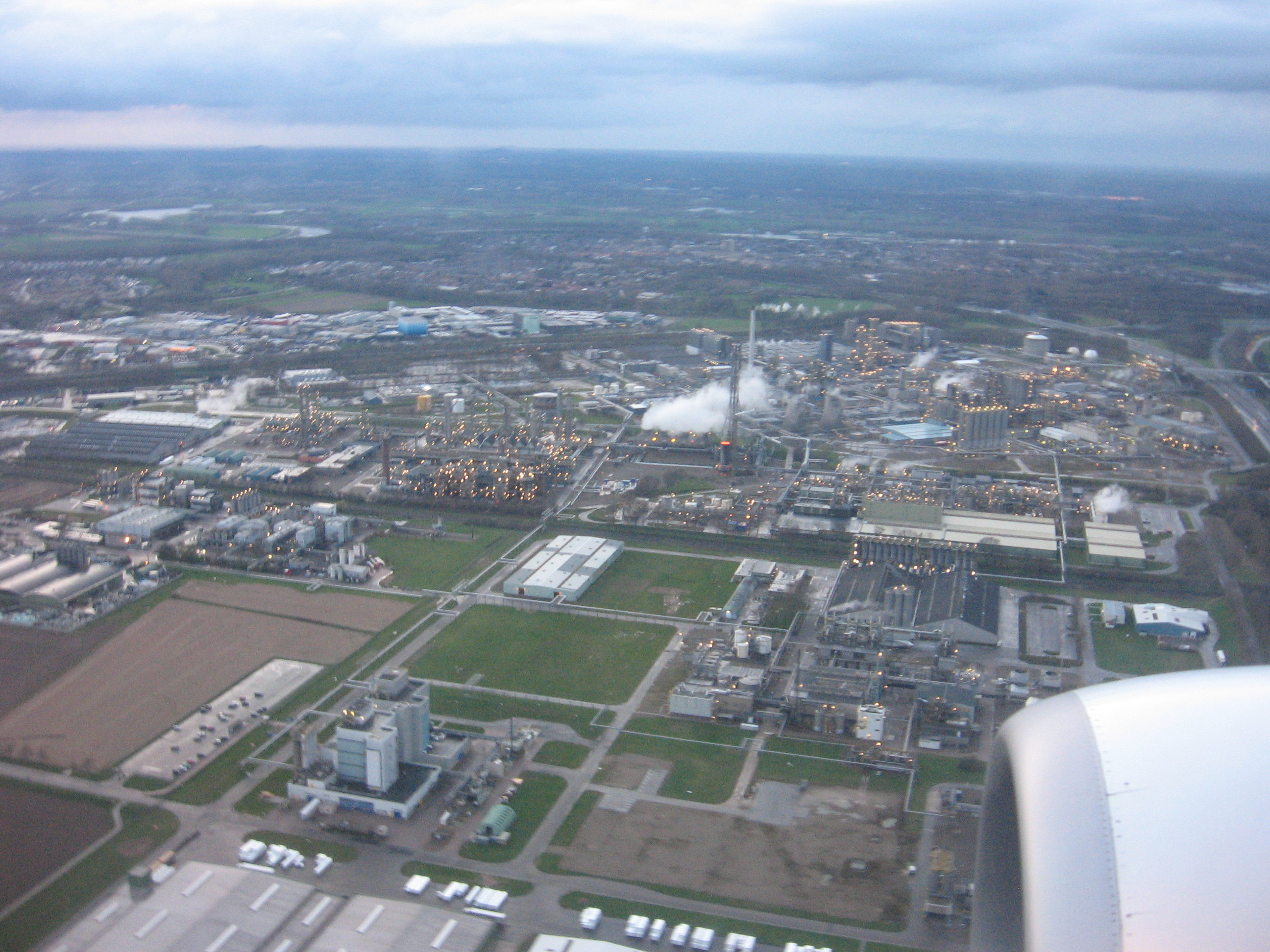
Chemelot-terrein te Geleen

De steenkoolmijnen leidden tot de opkomst van steenkoolverwerkende industrie. Het betrof cokesfabrieken, namelijk Emma I (1919), Emma II (1954) en Maurits (1929). Deze legden de basis voor een groot chemisch complex te Geleen, dat bleef voortbestaan toen in 1968 te cokesfabrieken uit productie werden genomen en de chemie zich verder ontwikkelde op basis van aardolie en aardgas. Aangezien cokesfabrieken onder meer ammoniakwater als bijproduct kenden, en dit kon worden omgezet in het kunstmestproduct zwavelzure ammoniak. In 1929 werd het Stikstofbindingsbedrijf (SBB) opgericht te Geleen, dat steeds meer kunstmestproducten ging vervaardigen. Aldus kwam in de nabijheid van de mijnen een kunstmestindustrie tot stand die dan weer de basis vormde voor verdere chemische fabrieken. De staatsmijnen gingen na de mijnsluiting verder als chemiebedrijf. Zo werd in 1963 de eerste naftakraker in gebruik genomen. In 1973 werd de naam veranderd in DSM (Dutch State Mines). Op basis van aardolie werden spoedig tal van kunststoffen vervaardigd.
Einde jaren 90 van de 20e eeuw ging DSM zich concentreren op de fijnchemie, waaronder farmaceutische producten, grondstoffen en landbouwchemicaliën.
De petrochemische sector van DSM werd in 2002 verkocht aan het Saoedische investeringsbedrijf SABIC. Het terrein in Geleen ging als Chemelot verder en op het terrein kwamen fabrieken van diverse eigenaren. De kunstmestsector werd in 2010 als DSM Agro verkocht aan het Egyptische bedrijf OCI en ging verder als OCI Agro.

## Erfgoed

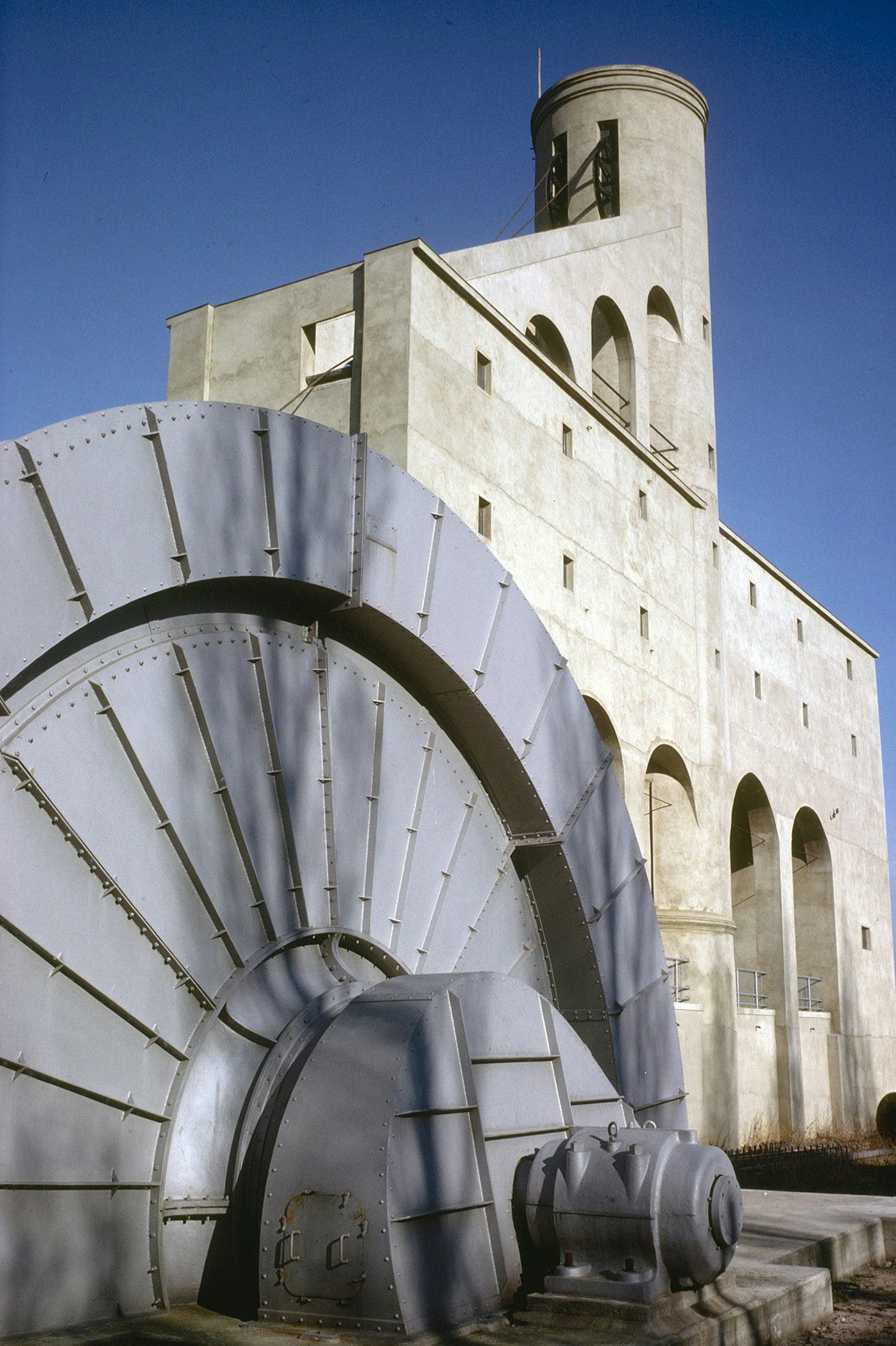
Schacht Nulland

Betrekkelijk weinig erfgoed uit het mijnbouwverleden is bewaard gebleven, al heeft de mijnbouw, onder meer door de bevolkingstoename en verstedelijking, de diverse mijnwerkerswijken en de uitgestrekte bovengrondse mijnterreinen (in totaal 750 ha), een onuitwisbaar stempel op de streek aangebracht. Vanaf 1975 werden vrijwel alle terrils afgegraven, slechts de Wilhelminaberg bleef bestaan en kreeg een recreatieve functie. Ook de meeste bovengrondse installaties, zoals schachtbokken en wasserijen, verdwenen. Dit alles in het kader van de operatie: Van zwart naar groen. Een enkel schachtblok en het Nederlands Mijnmuseum in het schachtgebouw van Oranje-Nassau I te Heerlen, en de schacht Nulland te Kerkrade zijn enkele van de weinige overblijfselen. Materiaal van de steenbergen werd als ophoogmateriaal gebruikt, mijnterreinen werden tot bedrijventerrein of kregen een militaire functie (AFCENT vestigde zich in 1966 te Brunssum), zodat weinig meer rechtstreeks aan de mijnen in Zuid-Limburg herinnert.

## Mijnen in het Zuid-Limburgs steenkoolbekken

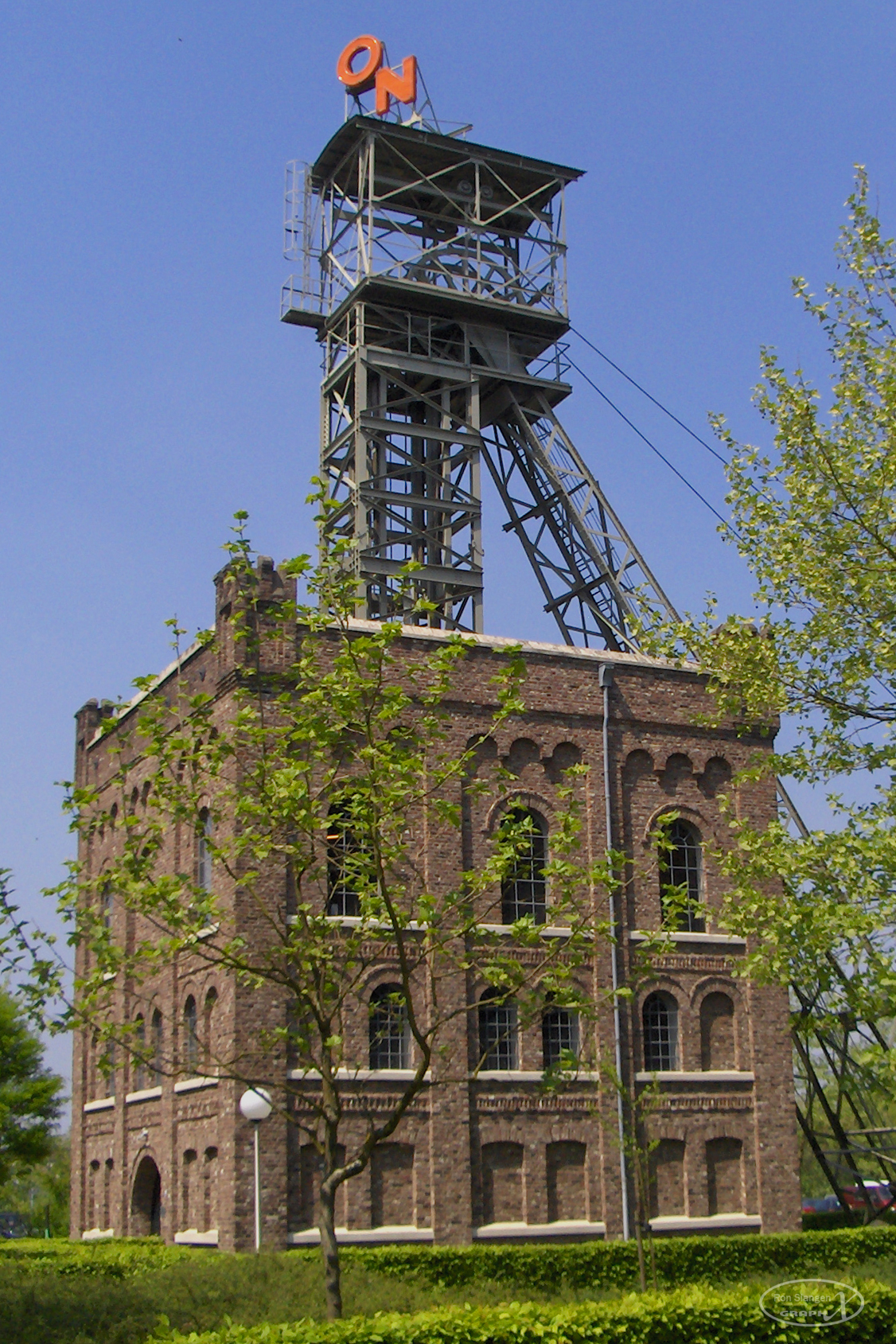
Nederlands Mijnmuseum

### Particuliere mijnen
- <1113-1969, Domaniale mijn, Kerkrade, 6 schachten
- 1645–1904, Neuprick, Bleijerheide, 1 schacht
- 1899–1974, Oranje-Nassau I, Heerlen, 3 schachten
- 1904–1971, Oranje-Nassau II, Schaesberg, 2 schachten
- 1917–1973, Oranje-Nassau III, Heerlerheide, 1 schacht
- 1927–1966, Oranje-Nassau IV, Heksenberg, 1 schacht
- 1902–1970, Willem-Sophia, Spekholzerheide, 5 schachten
- 1905–1968, Laura, Eygelshoven, 2 schachten
- 1926–1974, Julia, Eygelshoven, 2 schachten

### Staatsmijnen
- 1906–1969, Staatsmijn Wilhelmina, Terwinselen, Kerkrade, 2 schachten
- 1911–1973, Staatsmijn Emma, Hoensbroek, 4 schachten
- 1915–1963, Staatsmijn Hendrik, Brunssum, 4 schachten
- 1926–1967, Staatsmijn Maurits, Lutterade, 3 schachten
- 1954-1962, Staatsmijn Beatrix, Herkenbosch, 2 schachten (buiten het Zuid-Limburgs bekken, aanleg stopgezet)